# Murphy Oil
Die Murphy Oil Corporation ist ein US-amerikanisches Unternehmen mit Sitz in El Dorado, Arkansas. Murphy Oil ist im Aktienindex S&P 500 gelistet.
Das Unternehmen ist im Energiesektor tätig. Es produziert Erdöl und Erdgas.

## Geschichte
Gegründet wurde Murphy Oil 1950 in Louisiana. 1964 wurde es erneut gegründet in Delaware. Im Unternehmen waren 2012 9.185 Mitarbeiter beschäftigt, die einen Umsatz von 24,586 Mrd. US-Dollar erwirtschafteten. 2013 wurde die Tankstellenkette als Murphy USA ausgegliedert.